# Strefa wpływów (film)
Strefa wpływów (tytuł oryg. Body of Influence) – amerykański film fabularny (thriller erotyczny) z roku 1993.

## Obsada
- Nick Cassavetes − Jonathan Brooks
- Anna Karin − Beth
- Sandahl Bergman − Clarissa
- Don Swayze − Biker
- Shannon Whirry − Laura; Lana
- Catherine Parks − Helen
- Ashlie Rhey − Dominatrix